# Casey Cagle
Pour les articles homonymes, voir Cagle.
Lowell Stacy Cagle dit Casey Cagle, né le 12 janvier 1966, est un homme politique américain, membre du Parti républicain. Il est lieutenant-gouverneur de Géorgie de 2007 à 2019.